# Supercupa Europei 2004
Supercupa Europei 2004 a fost un meci de fotbal între Valencia CF și FC Porto.

## Detalii
| FC Porto     | 1 – 2     | Valencia CF            |
| ------------ | --------- | ---------------------- |
| Quaresma 78' | (Cronică) | Baraja 33' di Vaio 67' |

| FC Porto | Valencia CF |

| FC PORTO: |    |                     |     |     |
| |    |                     |     |     |
| GK | 99 | Vítor Baía          |     |     |
| RB | 22 | Giourkas Seitaridis |     |     |
| CB | 2  | Jorge Costa (c)     | 52' |     |
| CB | 7  | Pepe                |     |     |
| LB | 8  | Nuno Valente        |     |     |
| DM | 6  | Costinha            |     |     |
| CM | 18 | Maniche             |     |     |
| MF | 4  | Hugo Leal           |     | 61' |
| MF | 19 | Carlos Alberto      |     |     |
| CF | 41 | Hélder Postiga      |     |     |
| CF | 77 | Benni McCarthy      | 40' | 72' |
| Rezerve: |    |                     |     |     |
| GK | 13 | Nuno                |     |     |
| CB | 3  | Pedro Emanuel       |     |     |
| DF | 5  | Ricardo Costa       |     |     |
| WI | 10 | Ricardo Quaresma    | 72' | 61' |
| LB | 12 | César Peixoto       |     | 72' |
| CF | 29 | Hugo Almeida        |     |     |
| MF | 33 | Raul Meireles       |     |     |
| Antrenor: |    |                     |     |     |
| Víctor Fernández Man of the Match: Rubén Baraja (Valencia CF) Assistant referees: Steinar Holvik Ole Hermann Borgan Fourth official: Tom Henning Ovrebo |    |                     |     |     |

| VALENCIA CF:    |    |                    |     |     |
|                 |    |                    |     |     |
| GK              | 1  | Santiago Cañizares |     |     |
| RB              | 23 | Curro Torres       |     |     |
| CB              | 17 | David Navarro      | 16' |     |
| CB              | 5  | Carlos Marchena    |     |     |
| LB              | 15 | Amedeo Carboni     | 90' |     |
| LM              | 14 | Vicente            |     |     |
| DM              | 8  | Rubén Baraja       |     |     |
| DM              | 6  | David Albelda (c)  | 40' |     |
| RM              | 19 | Francisco Rufete   |     |     |
| CF              | 9  | Bernardo Corradi   |     | 89' |
| CF              | 11 | Marco di Vaio      |     | 77' |
| Rezerve:        |    |                    |     |     |
| GK              | 13 | Andrés Palop       |     |     |
| MF              | 7  | Stefano Fiore      |     |     |
| DF              | 12 | Marco Caneira      |     |     |
| DM              | 16 | Mohamed Sissoko    |     |     |
| FW              | 18 | Xisco              |     |     |
| CF              | 20 | Mista              |     | 77' |
| AM              | 21 | Pablo Aimar        |     | 89' |
| Antrenor:       |    |                    |     |     |
| Claudio Ranieri |    |                    |     |     |

| Supercupa Europei 2004      |
| --------------------------- |
| Spania                      |
| Valencia CF Al doilea titlu |